# Староселци
Старосѐлци е село в Северна България. То се намира в община Искър, област Плевен.

## География
Селото се намира на кръстопът. За да се стигне до него може да се премине от три места. До град Искър е на 10 km, както и на 17 km от село Горна Митрополия, и на 3,5 km от село Гостиля. Земята е много плодородна. Река Искър минава наблизо,  в миналото е имало консервна фабрика (затворена е от 10 години). От години тук хората се препитават със земеделие. Пътят за град Враца минава през селото. През 1997 г. е открито нефтено находище. Добива се и природен газ.

## История
Староселци се нарича така, защото през времето на османското владичество, много млади хора са живеели тук, но избягали от страх и останали само стари. По предварителни данни, селото е на 600 години, като архивите са от 1800 г. В началото на 21 век в селото живеят около 1000 души. Също има деца, обаче посещават бабите и дядовците си. Има много стари хора, празни къщи, изоставени.

## Легенда
Според родовото предание на семейство Староседелци основател на Староселци е Дуно, болярин при Иван Шишман, който дошъл с царя от Търново в Никопол и след превземането на крепостта и обезглавяването на Шишман от османците през юни 1395 г., се заселил при Искър до Кнежа.
След известно време Дуно бил посетен от пашата Мехмед, който бил от Кнежа и отговарял за пограничния вилает. Дуно го посрещнал, нагостил го и в знак на почит му подарил ценен златен предмет, закупен някога от Константинопол. Беят харесал подаръка. На другия ден двамата се качили на коне и обиколили за ден землището около къщата му, като беят му обещал цялата земя, що е на ден път да е негова. Това е тогавашното землище на Староселци и по късно основаното съседно село Ставерци, един ден път с кон. Дуно имал двама сина, единият от които се казвал Ставер. Той се заселил от другата страна на Искър и основал второто селище, оттук и името Ставерци.
1. ↑  www.grao.bg